# Чудейська сільська територіальна громада
Чудейська сільська громада — територіальна громада України, у Чернівецькому районі Чернівецької області. Адміністративний центр — село Чудей.
Площа громади — 85,66 км², населення — 11 513 мешканців (2018).
Утворена 26 липня 2016 року шляхом об'єднання Їжівської та Чудейської сільських рад Сторожинецького району.

## Населені пункти
До складу громади входять 5 сіл: Буденець, Їжівці, Нова Красношора, Череш та Чудей.